# 親父の一番長い日
「親父の一番長い日」（おやじのいちばんながいひ）は、シンガーソングライターさだまさしが1979年10月12日に発表したシングルである。この曲を原案としてテレビドラマ化もなされている。

## 解説

### 親父の一番長い日
「親父の一番長い日」は1978年の軽井沢音楽祭のために制作された楽曲である。ライナーノーツによると、「今迄になかったものを作ろうと」山本直純と3か月間密かに打ち合わせを重ねて制作されたという。
一人の女性の誕生から結婚に至る人生と、娘の成長に一喜一憂する父親の姿が女性の兄の視点から描かれている。佐田家がモデルとなっており、「雨やどり」、「秋桜」等さだが妹の玲子をモデルに制作した一連の楽曲の集大成ともいえるものである。あまりにリアルに描かれているため、2023年時点一度も結婚していない玲子が本当に結婚したと勘違いされることも多かったという。
シングルに収録されているテイクは1979年8月28日に歌舞伎座で演奏された際のライヴ収録である。シングル盤の発売日である10月12日がさだの父親の誕生日であり、ライナーノーツには父親に対する献辞がある。
「親父の一番長い日」は前作「関白宣言」から引き続き、2作連続、通算3作目となるオリコンシングルチャートで1位を記録した。この後もさだは何作もヒット曲を生み出したが、オリコンチャートで1位になったシングルは本作が最後である。A面曲の演奏時間12分30秒は、長らく同チャートの1位作品としては最長であった。この記録は2001年5月14日付でN.M.L.の「ZERO LANDMINE」（18分27秒）が1位になることにより塗り替えられ、現在は2位の記録である。
シングル売上は90万枚を記録した。
カップリング曲の「椎の実のママへ」とともにポピュラー楽曲としては異例の演奏時間の長さから、当時の邦楽では異例の12インチシングル盤として発売された。当時日本では前例の少ない形態のレコードであったため、ラジオ番組や有線放送などで流す際にLPと間違えて33+1⁄3回転で再生される放送事故がしばしば発生した。また、通常の音楽番組ではフルコーラスを流すことが難しく、途中でカットアウトされるのが例であった。フルコーラスで流すために、進行に大幅に巻きが入る番組編成となることもあった。邦楽における12インチシングル盤はこの後もただちに大流行することはなく、一般化するきっかけとなったのは、佐野元春の「TONIGHT」（1984年4月21日発売）とされる。
1980年公開の映画『関白宣言』にはこの曲の歌詞を再現したシーンもある。
初演指揮をした岩城宏之は、山本直純の編曲を激賞し「直純一世一代の名アレンジだ」とさだに伝えたという。
『爆笑問題カーボーイ』のコーナー「CD田中」で、一時期この曲を使ったネタが多数放送された。
1989年10月10日、オリジナルシングル盤と同じく「椎の実のママへ」をカップリングに8cmCDシングルで再発売された。

### 椎の実のママへ
「椎の実のママへ」は、さだの母方の叔母に当たる女性の生涯を描いた楽曲であり、叔母への哀悼歌である。彼女は離婚後に故郷の長崎で「椎の実」という名前のスナックを経営しており、それがタイトルの由来となっている。彼女の息子（さだの従兄）の水難事故死が、さだが「精霊流し」を制作したきっかけとなっていた。その事実が歌詩中にも触れられており、同時に「精霊流し」のイントロから冒頭にかけてのメロディが挿入される。
さだにとってあまりにも重いテーマの楽曲であるため、さだはコンサートでは決してこの曲を歌おうとしなかったが、デビュー20周年コンサートでその封印を解き、レコーディング以来14年ぶりの歌唱を行い、ライヴ・アルバム『のちのおもひに』に収録された。
その際、オリジナルのシングル盤の歌詩では現在の武漢市の一部である漢口の「大使館」と歌われていたが漢口にあったのは大使館ではなく日本領事館であり、史実に反する箇所があったとして歌詩を修正している。
レコーディングはさだ1人の演奏による弾き語りの形式で行われた。
ライナーノーツにはさだの母親に対する献辞がある。
さだの自伝的小説『精霊流し』を原作とするドラマおよび映画においても、この叔母をモデルとするキャラクターが重要人物として描かれる。

## 収録曲

### SIDE 1
「親父の一番長い日」（作詩・作曲：さだまさし、編曲：山本直純）
演奏：山本直純指揮、新日本フィルハーモニー交響楽団、1979年8月28日 歌舞伎座でのライヴ録音。

### SIDE 2
「椎の実のママへ」（作詩・作曲・編曲：さだまさし）

## テレビドラマ
「親父の一番長い日」を原案としたテレビドラマが放送されている。

### 1989年版
1989年12月23日、TBSのドラマチック22枠で放送。さだまさし本人もカメオ出演していた。

#### キャスト（1989年版）
- 布施博
- 河合美智子
- 財津一郎
- 中原早苗
- 長江健次
- 山村聡

ほか

#### スタッフ（1989年版）
- 監督：柴田敏行
- 脚本監修：倉本聰
- 脚本：相葉芳久

### 2009年版
2009年6月19日、フジテレビの金曜プレステージ枠で『さだまさし父の日ドラマSP 親父の一番長い日』として放送。本作でも、さだまさし本人が理髪店の店主役としてカメオ出演していた。視聴率12.9%。

#### キャスト（2009年版）
- 墨田千晴：長澤まさみ
- 墨田栄一郎：國村隼
- 墨田正一郎：伊藤淳史
- 平賀健吾：高岡蒼甫
- 墨田輝代：仁科亜季子
- 墨田尚子：中山忍
- 車田辰治：小倉久寛
- 平賀幸江：星野知子
- 墨田虹子：銀粉蝶
- 村迫昇：今野浩喜
- 二瓶鮫一
- 浅里昌吾

ほか

#### スタッフ（2009年版）
- 企画：瀧山麻土香
- 脚本：酒井雅秋
- 演出：林徹
- 音楽：石田勝範
- プロデューサー：関卓也
- ロケ協力：浅草寺、台東区フィルム・コミッション ほか
- 制作：フジテレビドラマ制作センター

## アンサー・ソング：「ママの一番長い日」
2009年6月に発売されたアルバム『美しい朝』に収録された。13分20秒と「親父の一番長い日」の12分30秒を凌ぐ、さだまさし最長の作品となった。
歌詞は「親父の一番長い日」の続編ともいうべき内容で、妹の夫となった男の目線で語られる。語り手の彼にとっての娘（「親父の一番長い日」の親父の孫娘）が生まれて、育ち、結婚するまでを描く。この曲のママは「親父の一番長い日」の娘と言うことになる。
なお、オリジナルの語り手である兄（「ママの一番長い日」の娘から見れば伯父）は、歌詩には登場しない。